# Ostedes albomarmorata
Ostedes albomarmorata är en skalbaggsart som beskrevs av Stefan von Breuning 1969. Ostedes albomarmorata ingår i släktet Ostedes och familjen långhorningar. Inga underarter finns listade i Catalogue of Life.